# Solanum fendleri
Solanum fendleri es una especie de planta fanerógama perteneciente a la familia de las solanáceas distribuida en México y Estados Unidos.  

## Taxonomía
Solanum fendleri fue descrita por Asa Gray y publicado en American Journal of Science, and Arts, ser. 2, 22: 284. 1856.
Etimología
Solanum: nombre genérico que deriva del vocablo Latíno equivalente al Griego στρνχνος (strychnos) para designar el Solanum nigrum (la "Hierba mora") —y probablemente otras especies del género, incluida la berenjena— , ya empleado por Plinio el Viejo en su Historia naturalis (21, 177 y 27, 132) y, antes, por Aulus Cornelius Celsus en De Re Medica (II, 33). Podría ser relacionado con el Latín sol. -is, "el sol", debido a que la planta sería propia de sitios algo soleados.
fendleri: epíteto otorgado en honor del botánico August Fendler.